# 相模灣鞭冠鮟鱇
相模灣鞭冠鮟鱇 （又稱太平洋足球魚）為輻鰭魚綱鮟鱇目棘茄魚亞目鞭冠鮟鱇科的其中一種，為深海魚類，分布於西太平洋日本北海道至相模灣、東南太平洋加利福尼亞灣至秘魯海域，棲息深度613-1200公尺，雌魚體長可達20公分，生活習性不明，不具經濟價值。

## 扩展阅读
維基物種上的相關：相模灣鞭冠鮟鱇